# راديو فيرجين (فرنسا)
راديو فيرجين (Virgin Radio) هي شبكة فرنسية من محطات راديو FM مخصصة لموسيقى الروك والبوب، تعمل على 250 ترددًا مختلفًا في كافة انحاء فرنسا.
ترتبط برامجها الموسيقية ارتباطًا وثيقًا بالتنسيق الأمريكي المعاصر للبالغين. كانت الشبكة تعرف باسم أوروبا 2 (كأخت للموسيقى المعاصرة لأوروبا 1) حتى 1 يناير 2008، تم تغيير اسم علامتها التجارية إلى اسم راديو فيرجن.